# Henry Van der Weyde
Henry Frederick Van der Weyde (Zierikzee, 30 augustus 1838 - Hendon, Londen, 8 februari 1924) was een Nederlands-Engels portretfotograaf en portretschilder die zijn carrière maakte in Londen.

## Leven en werk
Van der Weyde werd geboren in Zierikzee als zoon van een dokter. Op twaalfjarige leeftijd emigreerde hij met zijn familie naar de Verenigde Staten. Hij diende in de Amerikaanse Burgeroorlog en volgde daarna een schildersopleiding in New York. In 1870 keerde hij terug naar Europa en vestigde zich in Londen, waar hij zich toelegde op de fotografie.
Van der Weydes succesperiode lag in de jaren 1880, toen hij gold als een van de meest vooraanstaande portretfotografen in Engeland. Hij fotografeerde tal van prominente Britten, onder wie Edward VII en zijn vrouw Alexandra van Denemarken, en tal van bekende actrices, zoals Lillie Langtry. Ook niet Britten als Fridtjof Nansen en bodybuilder Eugen Sandow vonden zijn studio in de Londense Regent Street. In 1885 was hij de enige fotograaf in Engeland met een telefoontoestel.
Van der Weyde geldt als de eerste fotograaf die experimenteerde met elektrisch licht, waardoor hij in staat was veel foto's kort na elkaar te maken. In 1892 was hij medeoprichter van de Britse fotografievereniging Linked Ring, waarbinnen de belangrijkste Engelse fotografen uit die tijd zich hadden gevonden.
Na 1900 gingen de zaken voor Van der Weyde minder goed en kreeg hij zelfs te maken met faillissementen, mede omdat hij het patent op zijn werkwijze nooit rond kreeg. Hij wierp zich vervolgens op hele andere activiteiten, zoals het maken van fietsen, de productie van ijs en het conserveren van fruit. Hij was gehuwd met Mona, met wie hij een zoon had. In 1924 overleed hij, 85 jaar oud.
Diverse van zijn foto's bevinden zich in de collectie van de National Portrait Gallery en het Victoria and Albert Museum.

## Galerij

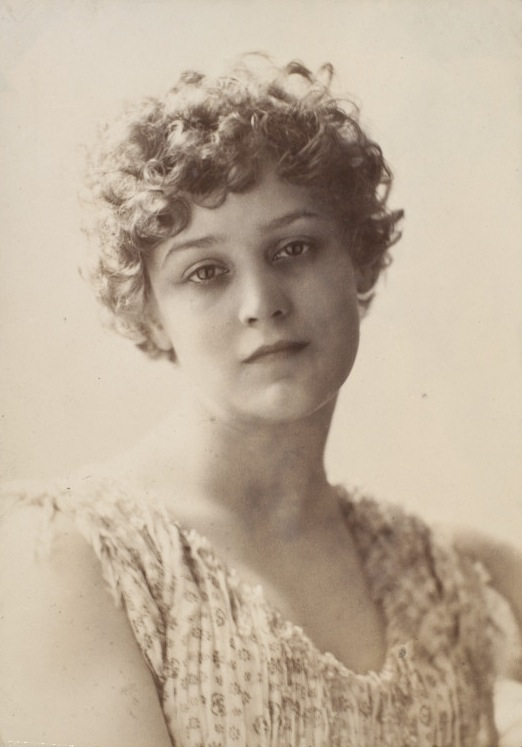
Dorothy Dene, actrice en model
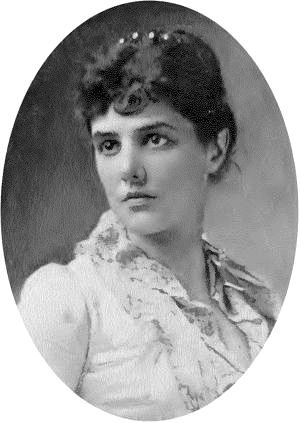
Jennie Jerome, Lady Randolph Churchill
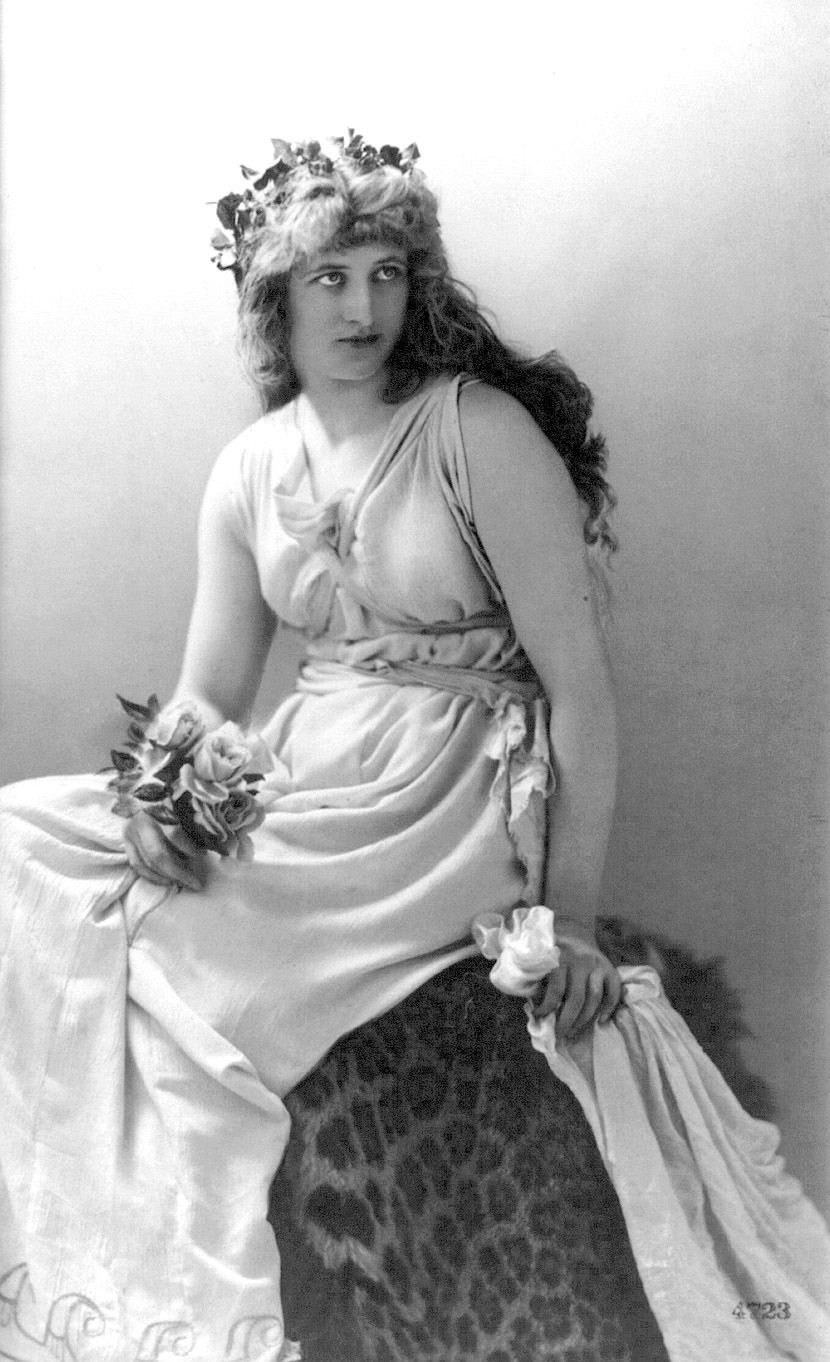
Mary Anderson als Perdita
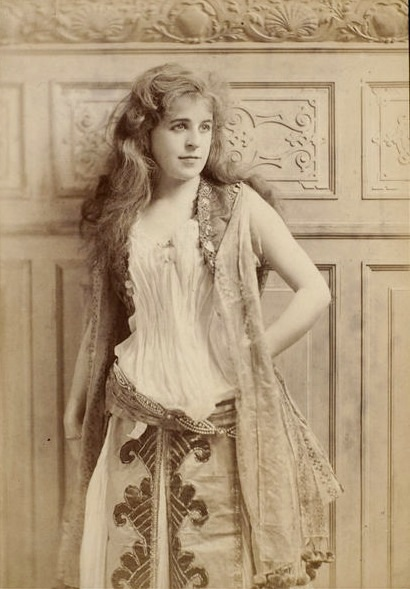
Rose Norreys, actrice-
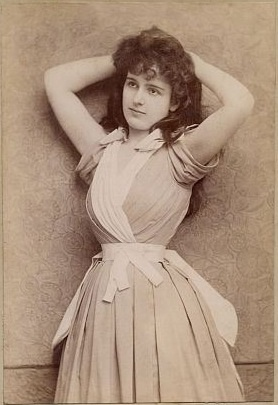
Lillian Seccombe, actrice
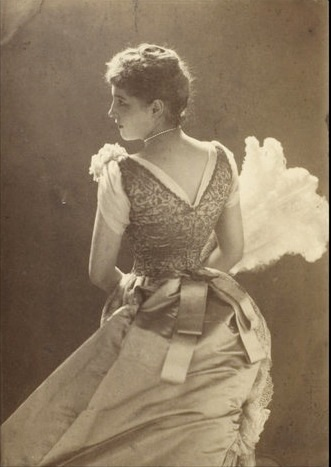
Lillie Langtry, actrice
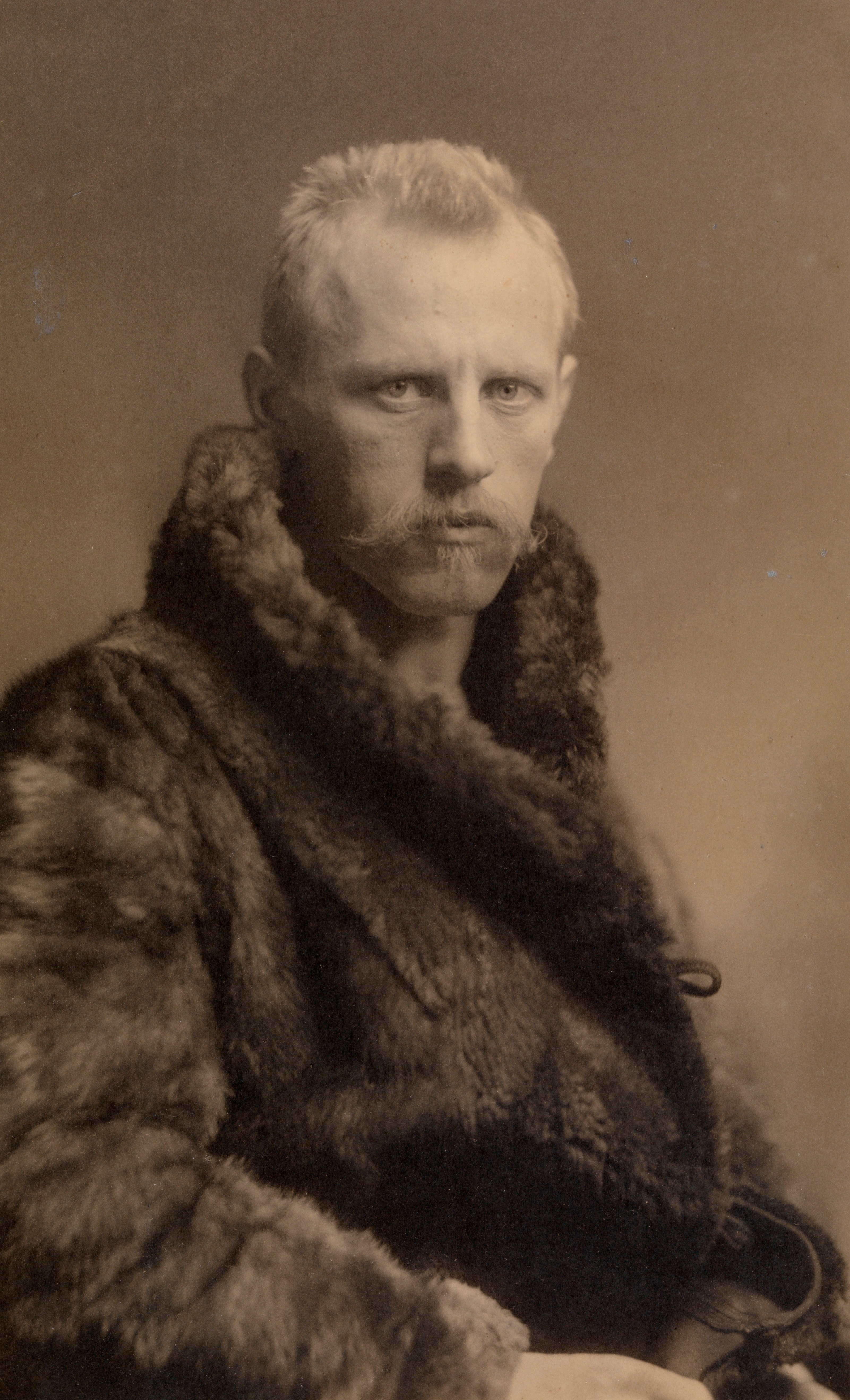
Fridtjof Nansen, poolreiziger
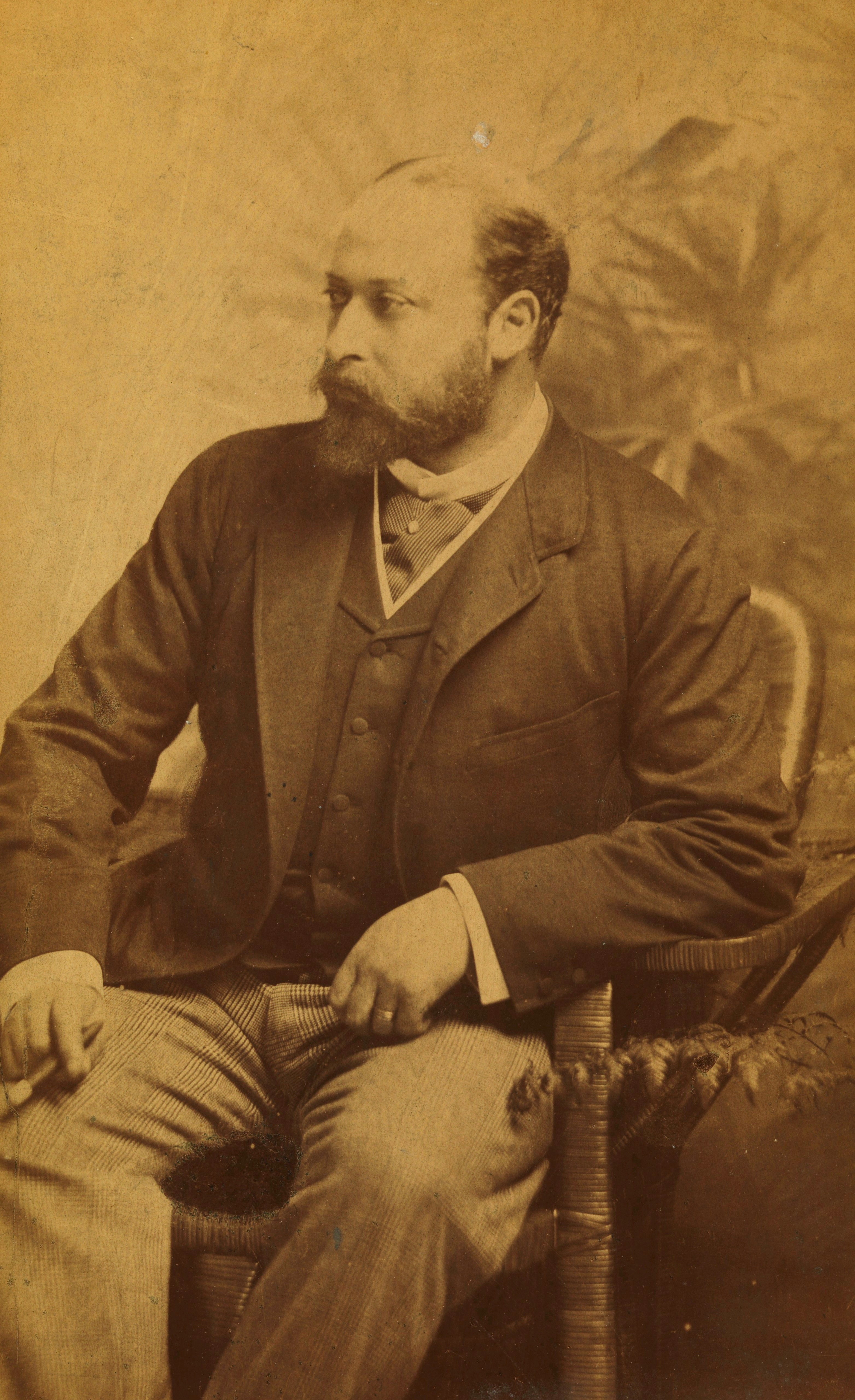
Edward VII